# Landschaftsschutzgebiet Lipper und Pyrmonter Bergland

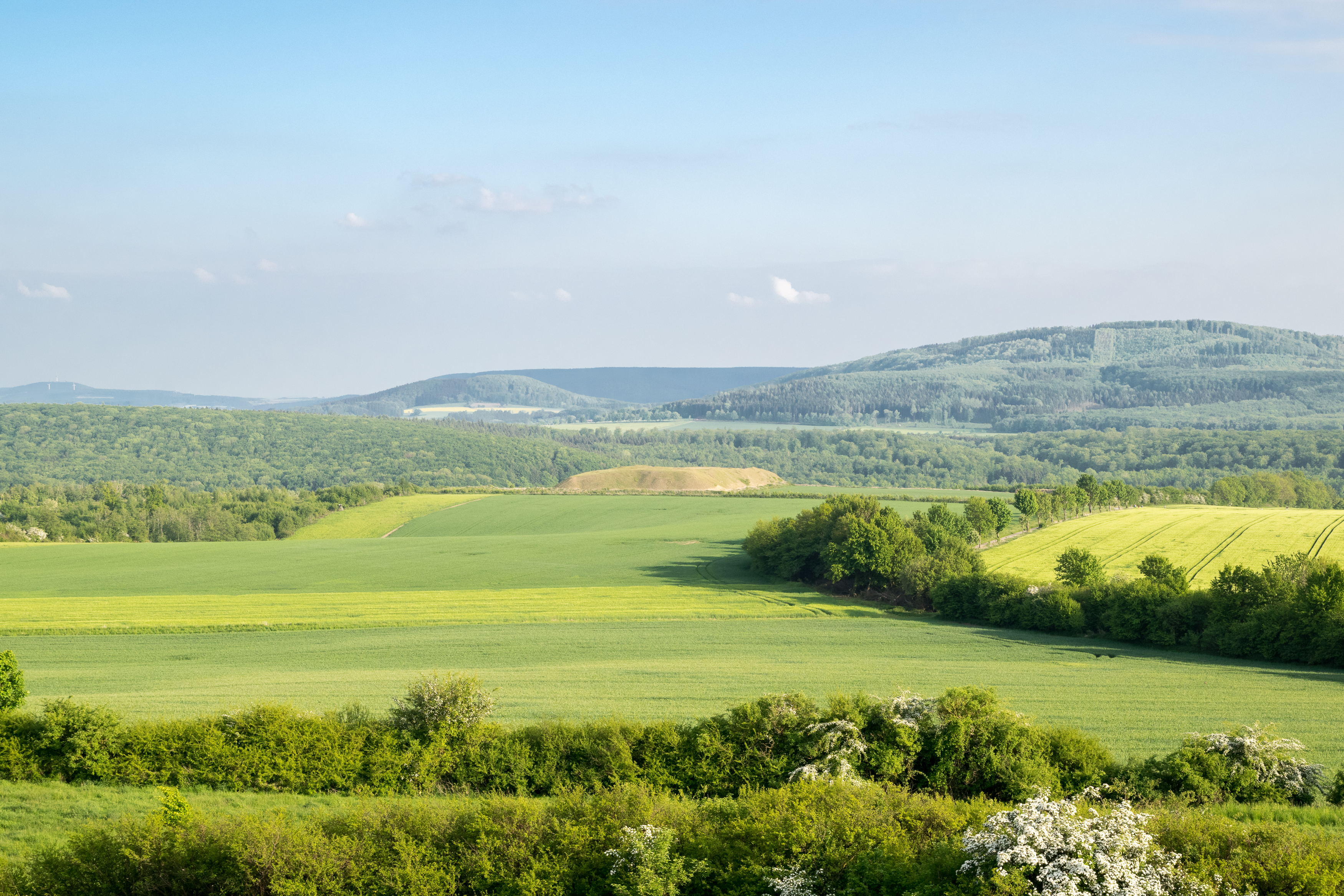
Landschaftsschutzgebiet Lipper und Pyrmonter Bergland Blick vom Mühlenstumpf am Saalberg Richtung Süden

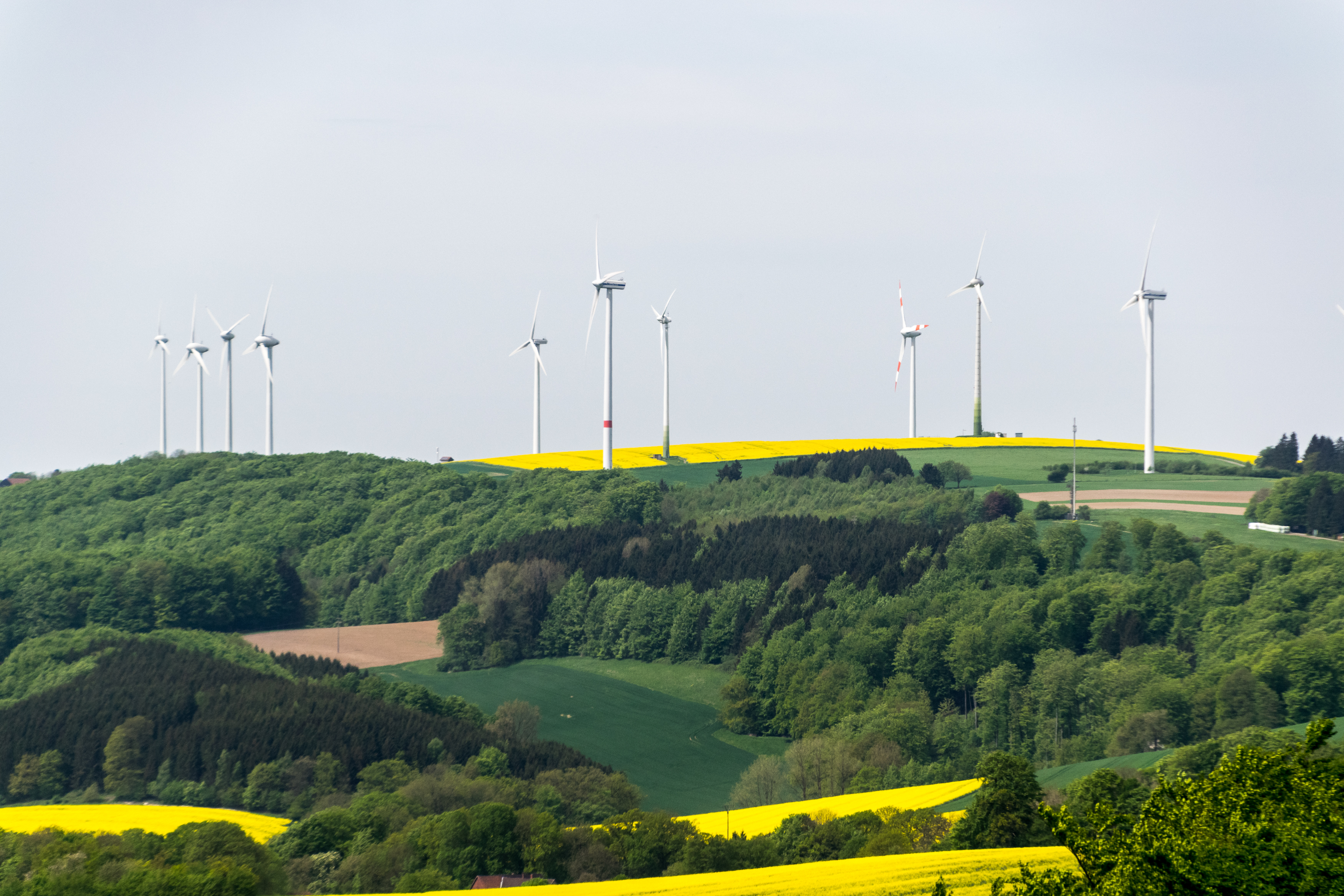
Bereich Schiefeberg und Uesenberg

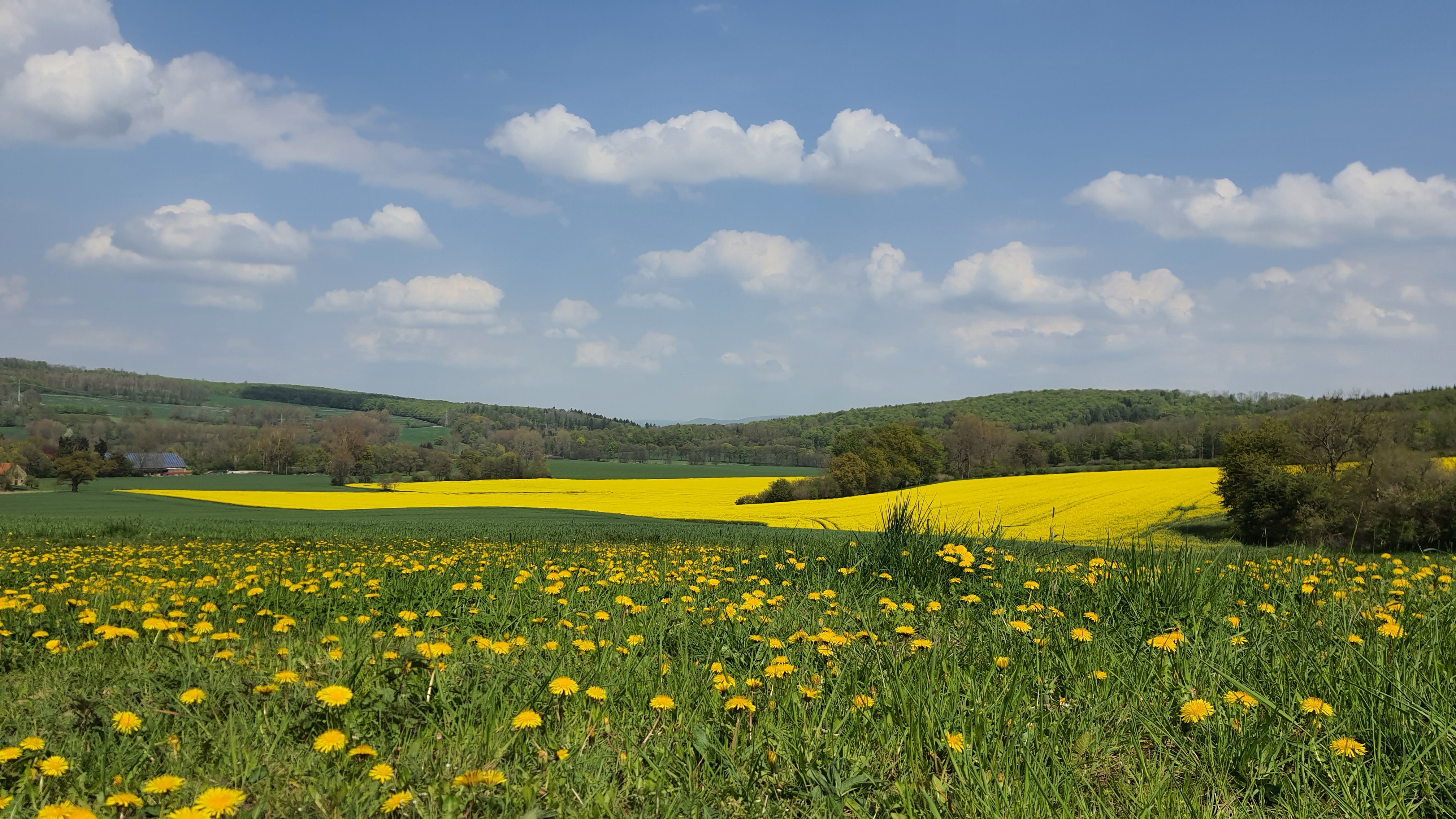
Uhlental

Das Landschaftsschutzgebiet Lipper und Pyrmonter Bergland mit etwa 8.565 ha Flächengröße liegt auf dem Gebiet der Städte Dörentrup und Barntrup. Es wurde 2006 mit dem Landschaftsplan Oberes Begatal durch den Kreistag des Kreises Lippe als Landschaftsschutzgebiet (LSG) ausgewiesen. Das LSG geht bis an die Stadtgrenzen. Im Osten grenzt den Landkreis Hameln-Pyrmont an. 

## Beschreibung
Das LSG umfasst die Bereiche der Stadt Barntrup und Dörentrup außerhalb von bebauten Bereichen und anderen Schutzgebieten. Im Schutzgebiet liegen hauptsächlich Wälder, Äcker und Grünland. Auch einzelne Gewässer liegen im LSG. Das LSG geht vielfach bis an die Stadtgrenze.
Zum Schutzgebiet führt der Landschaftsplan aus: „Das Landschaftsschutzgebiet umfasst einen Teil der im Biotopkataster NRW  enthaltenen Bereiche mit Bedeutung für den Biotop- und Artenschutz, Flächen mit Bedeutung für den Biotopverbund, wichtige unzerschnittene Lebensräume, prägende, belebende und gliedernde Elemente sowie im Gebietsentwicklungsplan genannte wichtige Erholungsbereiche. Weiterhin wurden Gebiete mit besonderer Wasserschutzfunktion, mit kleinklimatischer Bedeutung, Bodenregulationsfunktion sowie mit hoher natürlicher Bodenfruchtbarkeit in das Landschaftsschutzgebiet einbezogen.“
Im Landschaftsschutzgebiet liegen auch der Steinbruch Alverdissen, der Steinbruch Barntrup und der Steinbruch Maibolte.

## Schutzzwecke für das LSG
Laut Landschaftsplan erfolgte die Ausweisung des LSG
- „zur Erhaltung und Wiederherstellung der Leistungsfähigkeit des Naturhaushaltes mit seinen vielfältigen Funktionen Wasserschutz, Klimaschutz, Bodenschutz, Biotop- und Artenschutz,“
- „zur Erhaltung der Nutzungsfähigkeit der Naturgüter,“
- „zur Erhaltung und Entwicklung des für den Planungsraum typischen Landschaftsbildes mit seinen prägenden Tälern, naturnahen Waldbeständen, geomorphologischen Ausprägungen und gliedernden und belebenden Elementen,“
- „zur Erhaltung und Sicherung der besonderen Bedeutung des Planungsraumes für die Erholung.“[1]

## Rechtliche Vorschriften
Im Landschaftsschutzgebiet ist unter anderem das Errichten von Bauten und Fischteichen verboten.